# Martin z Laonu
Martin z Laonu také Martin z Herstalu (647? Laon - 680) byl hrabě z Laonu a vysoce postavený šlechtic Austrasie. Byl synem Ansegisela a Beggy, dcery Pipina z Landenu. Jeho bratrem byl Pipin II. Prostřední a přes svou sestru Klotildu Dodu byl švagrem Theudericha III., krále Neustrie. Manželství jeho rodičů sloučilo rod Pipinovců a Arnulfingů, z nichž později vzešla karolínská dynastie. Jeho dědou byl Arnulf z Met.
V roce 678 spolu s bratrem a majordomem austrijkého královského paláce Pipinem bojoval v bitvě u Lucofaa proti majordomovi neustrijského královského paláce Ebroinovi, který se po vraždě Leodegara snažil získat vládu nad Burgundskem i Austrasií a tím ovládnout celou Franskou říší. Martin z Laonu s Pipinem byli v bitvě poražení, ale oba z bitvy unikli. Martin se vrátil do Laonu, kde byl Ebroinem vylákán k mírovému jednání, což byla léčka. Když Martin z Laonu opustil svůj úkryt, byl na Ebroinův rozkaz zavražděn. Je pohřben v bazilice Saint-Denis.